# Teodor Tăutu (general)

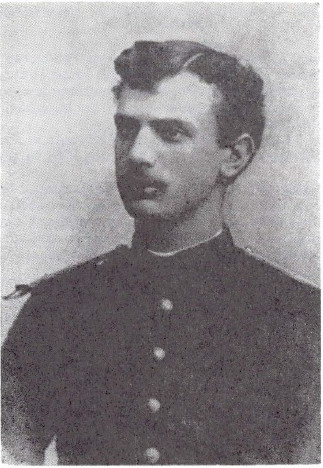
Sublocotenentul Teodor Tăutu

Teodor Tăutu, menționat Teodor Tăut în Anuarele Armatei din perioada 1894-1916, (n. 4/16 ianuarie 1868, Iași, România – d. iunie 1937, Ploiești, România) a fost un general român, care a luptat eroic în Primul Război Mondial în luptele din nord-vestul Olteniei, oprind timp de două săptămâni înaintarea inamicului și oferind ocazia celorlalte unități militare românești să se retragă către frontul din sudul Moldovei.

## Biografie

### Cariera antebelică
Era un descendent al vechii familii boierești Tăutu, slujitori credincioși ai Moldovei încă din timpul lui Ștefan cel Mare. S-a născut la 4/16 ianuarie 1868 în plasa Copou din județul Iași, ca fiu al omului politic Teodor V. Tăutu (1828-1902), ce a îndeplinit mai multe funcții în cadrul primăriei orașului Iași, inclusiv pe cea de primar (5 decembrie 1866 - 26 iunie 1868 și 25 mai - 25 octombrie 1870), și al Aglaiei Tăutu (născută Botez, 1846-1918), originară din Fălticeni.
A absolvit școala primară și Liceul Militar la Iași, după care a urmat cursurile Școlii de Ofițeri de Infanterie și Cavalerie din București, pe care o absolvă în 1889, fiind clasificat al 7-lea din 26 de absolvenți.:p. 192 La absolvire a fost avansat la gradul de sublocotenent. A îndeplinit diferite însărcinări în cadrul Armatei Române, iar în 1907 era comandant al companiei a II-a a Batalionului 9 Vânători din Ploiești, cu gradul de căpitan. După mutarea batalionului la Constanța, în 1908, căpitanul Tăutu a fost transferat în postul de comandant al Batalionului III din Regimentul Prahova No. 7, fiind avansat în următorii ani la gradele de maior și locotenent-colonel. În 1913 a fost numit comandant al Batalionului 3 Vânători din Ploiești, pe care l-a comandat până în iunie 1916. Batalionul condus de el a fost dislocat la Câmpina, la începutul anului 1916, pentru acoperirea frontierei României cu Austro-Ungaria și a staționat acolo timp de patru luni, după care a fost dislocat în comunele Izvoarele și Măneciu-Ungureni de pe valea Teleajenului.

### Primul Război Mondial
Locotenent-colonelul Teodor Tăutu a fost avansat apoi la gradul de colonel și numit comandant al Regimentul I Mehedinți No. 17 „Știrbey Vodă”, care era dislocat în garnizoana Turnu Severin. În momentul intrării României în Primul Război Mondial (14/27 august 1916), colonelul Tăutu era la comanda acestui regiment, care făcea parte din Brigada 1 Infanterie a Diviziei 1 Infanterie, comandată de generalul Ioan Dragalina.
În ziua de 15 august 1916, unitățile militare române din sectorul Cernei au declanșat acțiunile militare împotriva inamicului, iar în zorii zilei de 19 august 1916 au început luptele pentru cucerirea culmilor Alion - Ozion - Drănic. Prima misiune de luptă primită de Regimentul 17 Mehedinți a fost ocuparea muntelui Alion, iar, după „botezului focului” la cota 304, ostașii români au cucerit toate cele trei creste, reușind după zece ore de luptă să ocupe muntele Alion și să alunge inamicul. Comandantul diviziei, generalul Ioan Dragalina, consemna următoarele în darea de seamă asupra luptelor din 19 august 1916 (dosarul zilei, p. 6): „Nu mai puțin dârz a luptat Regimentul 17 Mehedinți, sub comanda colonelului Tăutu”. Colonelul Tăutu a fost citat pe ordinul de azi al Armatei 1 din 16 septembrie 1916, fiind felicitat personal de generalul Dragalina. Atacurile inamicului în sectorul Cerna au devenit tot mai intense în a doua jumătate a lunii septembrie, dar ostașii Regimentului 17 Mehedinți au dat o ripostă hotărâtă.
În după-amiaza zilei de 1 octombrie 1916 trupele Regimentului 17 Mehedinți au executat un contraatac prin care a recucerit orașul Orșova, ducând lupte violente pe străzi și luând 120 de prizonieri. Trei zile mai târziu, au atacat trupele ungurești de pe malul Dunării, fugărindu-le dincolo de Eșelnița si Orjadin.

#### Detașamentul Tăutu

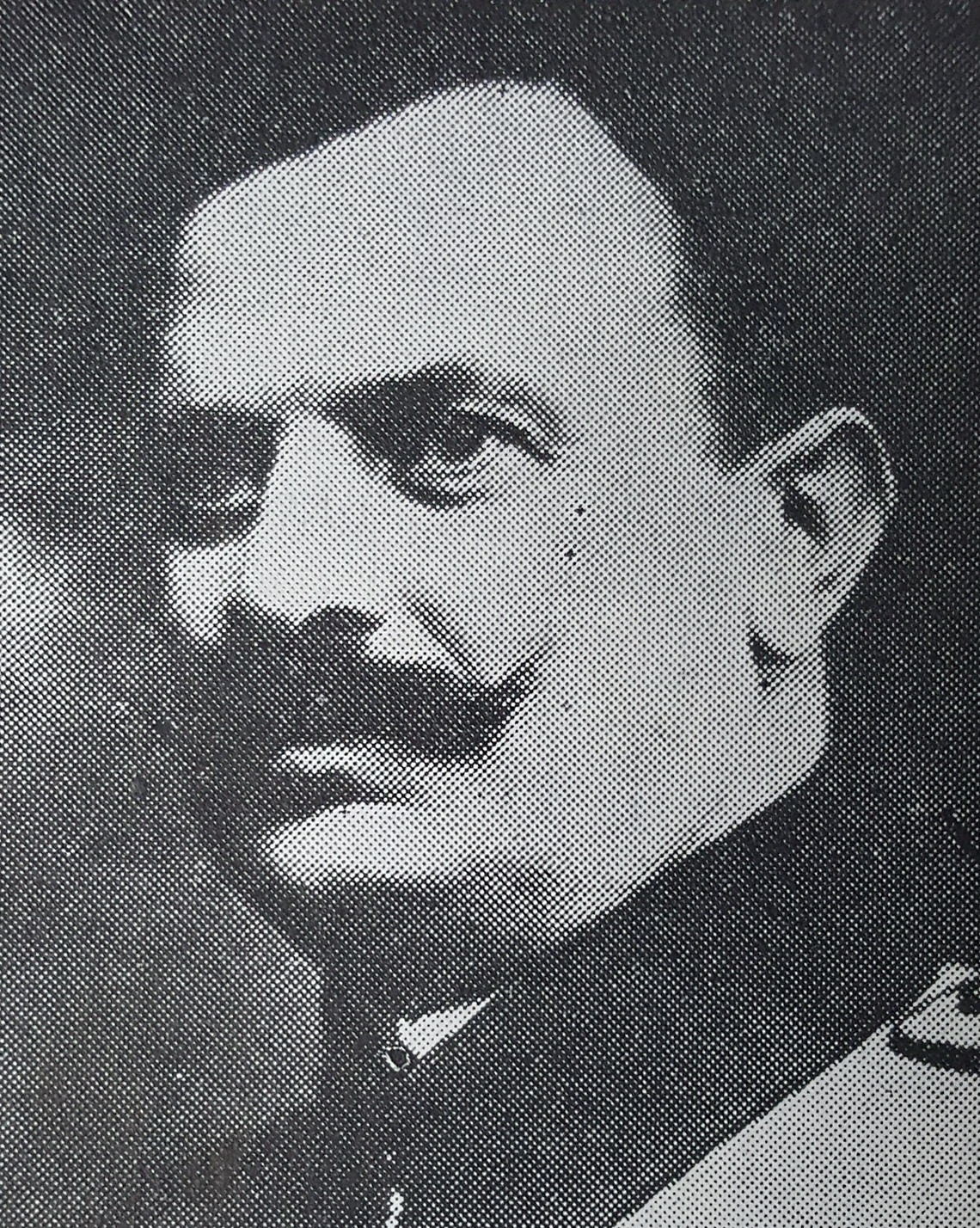
Colonelul Teodor Tăutu în 1916

În seara zilei de 2/15 noiembrie 1916, comandamentul Diviziei 1 Infanterie a format un detașament compus din trei batalioane de infanterie (dislocate din Grupul de la Cerna) și o baterie de artilerie, cu un efectiv de peste 2.000 de militari, și l-a numit comandant pe colonelul Tăutu. Acest detașament avea misiunea de a se îndrepta prin Baia de Aramă către Târgu Jiu pentru a participa la A doua bătălie de pe Valea Jiului (29 octombrie/11 noiembrie - 2/15 noiembrie 1916), dar nu a putut ajunge la timp și a trebuit să se întoarcă din drum.
Detașamentul Tăutu a pornit în dimineața zilei de 16 noiembrie, mergând pe ninsoare și lapoviță, și a ajuns noaptea târziu la Baia de Aramă. Marșul a continuat după trei ore de odihnă, iar coloana a întâlnit în ziua următoare înainte de Peștișani un detașament format din trei escadroane din Divizia 6 Cavalerie germană, pe care l-a respins. Detașamentul a cantonat noaptea la Peștișani, urmând ca a doua zi să se evalueze situația și să se decidă planul de urmat.
Între timp, după victoria în Bătălia de pa Valea Jiului, Grupul german de la Jiu, condus de generalul Viktor Kühne, a înaintat spre Craiova, fiind reluată în același timp, la 6/19 noiembrie, ofensiva împotriva Grupului de la Cerna în zona muntelui Alion. Neștiind că frontul se deplasase către sud, colonelul Tăutu a ordonat un marș tot către sud, pe valea Bistriței, iar detașamentul său, cunoscut sub numele de „Detașamentul colonel Tăutu” sau „detașamentul fantomă”, încercuit și atacat de trupele inamice, s-a învârtit în cerc, ducând o luptă eroică de partizani în spatele frontului, în special pe linia Târgu-Jiu - Bumbești, și obținând victorii rapide în luptele de la Peștișani, Bălcești, Bolboci, Severinești și Turnu Severin, consemnate atât în documentele militare românești, cât și în documentele militare germane. Luptele eroice ale detașamentului au provocat pierderi însemnate inamicului, stârnind admirația comandanților germani.
Grupul condus de Kühne a ocupat Craiova și a înaintat către râul Olt, dar generalul german, îngrijorat de siguranța spatelui său, a trimis Batalionul întărit Picht pentru a înfrânge rezistența inamicului; batalionul german a ocupat orașul Turnu Severin în seara zilei de 9/22 noiembrie 1916. Împotriva detașamentului rătăcitor generalul Kühne a trimis Divizia 7 Cavalerie germană și un detașament de blindate, fără a reuși să-l distrugă. „Loviturile lui se simțeau, ființa lui era însă cu neputință de descoperit și capturat. Încrederea pe care o simțea în dânsul a trecut asupra celor care până la capăt și-au dus eroica lor împotrivire, sfidând soarta de la care știau bine că nu pot aștepta nimic”, scria istoricul Nicolae Iorga. Generalul Kühne recunoștea că „speranța de a nimici detașamentul Tăutu sau a-l face prizonier nu a reușit. Fără îndoială comandantul detașamentului inamic este un om extraordinar de capabil și energic, căci știa că partida este pierdută; a făcut totul ca să ne cauzeze toate pierderile posibile”.

#### Retragerea și prizonieratul
Detașamentul Tăutu s-a îndreptat apoi spre Turnu Severin, unde în ziua de 10/23 noiembrie 1916 a făcut joncțiunea cu restul Grupului de la Cerna (condus de colonelul Scarlat Demetriade), care se retrăgea de la râul Cerna ca urmare a tăierii căii de comunicații, și a luat parte la Lupta de la Turnu Severin (10/23 - 11/24 noiembrie 1916). Trupele române au fost nevoite să se retragă ca urmare a declanșării de către inamic a unei ofensive puternice din mai multe direcții și a sosirii de ajutoare pentru trupele germane. Colonelul Demetriade și-a dat seama că lupta nu are sorți de izbândă, din cauza faptului că grupul de la Cerna urma să fie înconjurat în scurt timp de trupe inamice, așa că a ordonat oprirea luptei și retragerea generală către sud-est. Retragerea a început pe 12/25 noiembrie în condițiile în care nu exista nicio legătură cu comandamentul central, iar căile de comunicații erau ocupate de inamic. Regimentul colonelului Tăutu a primit ordinul de a opri înaintarea inamicului pentru ca unitățile militare românești aflate în Oltenia să se poată retrage în ordine.
Retragerea a durat două săptămâni, timp în care au fost străbătuți 200 km printr-un teritoriu controlat de germani în apropierea Dunării pe o vreme ploioasă. Grupul de la Cerna a trecut Jiul pe la Zăval în 18 noiembrie/1 decembrie și a ajuns apoi în 22 noiembrie/5 decembrie pe malul râului Olt. Podurile erau ocupate de inamic, iar apele râului erau prea umflate pentru a permite trecerea prin vad. Inamicul a atacat cu artileria din mai multe direcții trupele române care încercau să repare podul de la Izbiceni în 22-23 noiembrie/5- 6 decembrie.
Astfel, colonelul Tăutu a oprit, cu un grup de militari, înaintarea dușmanului timp de aproape două săptămâni, oferind trupelor române posibilitatea de a se retrage către frontul din sudul Moldovei. Luptând disperat timp de aproape două săptămâni cu forțe inamice superioare numeric, detașamentul Tăutu a reușit să iasă din încercuire și să ajungă la grupul de la Cerna.
Bucureștiul a fost ocupat de Armata 9 Germană în 23 noiembrie/6 decembrie 1916, iar în aceeași zi trupele de ariergardă comandate de colonelul Tăutu au capitulat, după o rezistență eroică, în satul Tia Mare (aflat mai la nord de Izbiceni) de pe malul drept al Oltului. Înainte de a se preda, trupele și-au distrus armamentul, au aruncat în aer proiectilele, au împușcat caii, și-au rupt săbiile și au ars steagul pentru a nu fi cădea în mâinile inamicului. În aceeași zi capitulează și grosul trupelor, cantonat la Izbiceni.
Colonelul Tăutu și-a amintit astfel momentul predării: „Steagul Regimentului 17 Mehedinți, glorios purtat prin lupte, timp de trei luni, e sărutat de ofițeri și soldați, apoi ars pe foc... soldații eroicei divizii care nu cunoscuseră înfrângerea, plângeau în fața imensului rug, altarul sacrificiului unei trupe viteze, dar fără noroc. (...) Ziua capitulării este cea mai dureroasă. Este ziua care îmi va reaminti pururea de bucata de carne aruncată de drumeț în calea haitelor flămânde, pentru scăparea lui. Este dureroasă pentru că în această zi ni se răpește libertatea, de când nu voi mai putea ști nimic din țară și de ai noștri, pe care din acest moment îi lăsăm și pentru cât timp”.
Militarii români au fost luați prizonieri, iar colonelul Tăutu a fost transportat în Germania, fiind deținut în lagărele de prizonieri de la Krefeld și Stralsund. I s-a recunoscut eroismul dovedit în lupte, fiind singurul ofițer prizonier căruia i s-a permis să poarte sabia pe tot timpul prizonieratului. S-a întors în România după semnarea Păcii de la Buftea (20 februarie/5 martie 1918) și a fost înaintat la gradul de general.
A fost decorat cu Ordinul „Mihai Viteazul”, clasa III:
„Pentru destoinicia și avântul cu care a comandat Regimentul 17 Infanterie în luptele de pe Valea Cernei, Valea Turlei și Muntele Dobra, precum și pentru vitejia cu care a condus detașamentul „Colonel Tăutu” pe Jiu, de la 3-10 noiembrie 1916. Fiind înconjurat de inamic, a luptat cu îndârjire, capturând 3 tunuri și 5 mitraliere, după care încercuind Severinul, a protejat retragerea Grupului Cerna.”
Înalt Decret no. 1975 din 5 mai 1921:p. 158

### Cariera postbelică

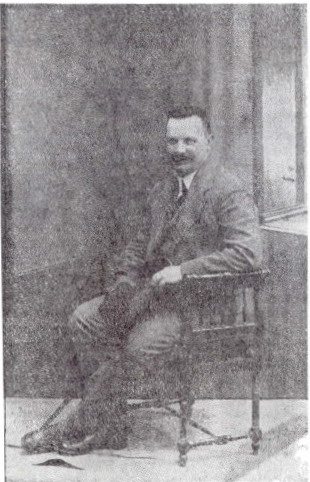
Generalul Teodor Tăutu la pensie

Pentru meritele sale militare, generalul Teodor Tăutu a fost distins cu mai multe ordine și medalii, printre care: „Semnul onorific de 25 ani de serviciu”, Medalia „Avântul Țării” ș.a. Profesorul Nicolae Iorga a elogiat astfel personalitatea generalului Teodor Tăutu: „Generalul T. Tăutu a înfățișat în zilele sale de grea și glorioasă luptă un tip de conducător cum din nenorocire n-am prea avut în timpul unui război de supremă încercare națională”.
În anul 1926 generalul Tăutu a publicat la Ploiești un volum de memorii despre luptele din zona Cernei, intitulat Din războiul pentru întregirea neamului. Carnet de câmp cuprinzând aprecieri (…) asupra luptelor de la Cerna. 14 august – 23 noiembrie 1916.
Generalul Teodor Tăutu, eroul luptelor de la Cerna, a murit în iunie 1937, fiind înmormântat pe 15 iunie 1937 în orașul Ploiești.

## Mențiuni literare
Odiseea detașamentului Tăutu a fost descrisă de F. Aderca în romanul 1916 (1936), cu oarecare diferențe. Comandantul detașamentului este în roman căpitanul Costache Ursu, iar unitatea militară este denumită detașamentul Ursu.

## Scrieri
- Din războiul pentru întregirea neamului. Carnet de câmp cuprinzând aprecieri (…) asupra luptelor de la Cerna. 14 august – 23 noiembrie 1916, Tipografia română, Ploiești, 1926.

## Decorații
- Ordinul „Coroana României”, în grad de ofițer (1907)[1]:p. 442
- Ordinul „Mihai Viteazul”, clasa III (1921)[16]:p. 158